# Ophiuche variegata
Ophiuche variegata är en fjärilsart som beskrevs av Bethune-Baker 1908. Ophiuche variegata ingår i släktet Ophiuche och familjen nattflyn. Inga underarter finns listade i Catalogue of Life.